# Coenodomus aglossalis
Coenodomus aglossalis är en fjärilsart som beskrevs av W. Warren 1896. Coenodomus aglossalis ingår i släktet Coenodomus och familjen mott. Inga underarter finns listade i Catalogue of Life.